# Armia saska

Herb Wolnego Państwa Saksonii

Flaga Elektoratu Saksonii do 1806

Flaga Królestwa Saksonii 1806–1918

Armia saska – pierwotnie armia Elektoratu Saksonii (od 1682 zorganizowana pod jednym dowództwem), a następnie w latach 1806–1918 armia Królestwa Saksonii, od 1871 wchodząca w skład Armii Cesarstwa Niemieckiego.
Armia saska w XVIII wieku liczyła średnio około 35 tysięcy żołnierzy. Była dobrze wyszkolona i bitna. Na początku stulecia żołnierze odziani byli w czerwone mundury – typowe dla wojsk państw protestanckich, jednak gdy nastał August III Sas, wyznający katolicyzm, na dworze zaszły zmiany, w wyniku których zaczęto używać jasnego umundurowania typowego dla państw katolickich.

## Działania zbrojne

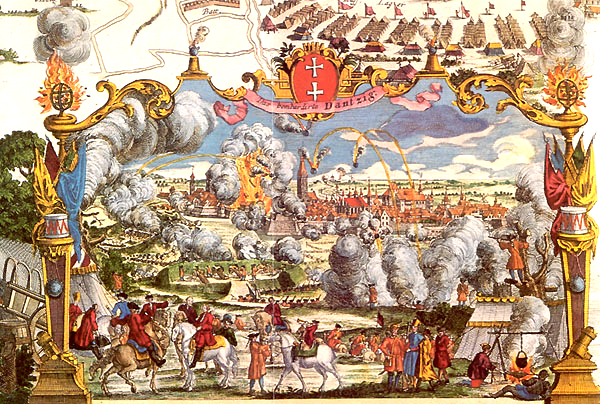
Oblężenie Gdańska w 1734 przez wojska sasko-rosyjskie

Żołnierze armii saskiej brali udział w licznych konfliktach zbrojnych. Kwaterując na ziemiach polskich dopuszczali się licznych gwałtów, w związku z tym szlachta wymogła w czasie sejmu w 1699 roku wydalenie saskich jednostek z granic państwa polskiego.
Walczyli w wojnie o sukcesję austriacką (1741–1748) po stronie Bawarii i Francji, przeciwko Anglii i Austrii, a podczas wojny siedmioletniej (1756–1763) po stronie Austrii, Francji i Imperium Rosyjskiego, przeciwko Królestwu Prus.
Walczyli podczas wojen napoleońskich – początkowo po stronie Prus, jednak po przegranej bitwie pod Jeną wsparli siły Napoleona. Po przejściu Saksonii na stronę Francji, generalicja saska upodobniła się strojem do swoich kolegów z armii francuskiej. Nosiła praktycznie takie same mundury jak armia francuska.
Żołnierze armii saskiej brali również udział w działaniach zbrojnych I wojny światowej.

## Struktura organizacyjna

### Piechota Królestwa Saksonii (1806)

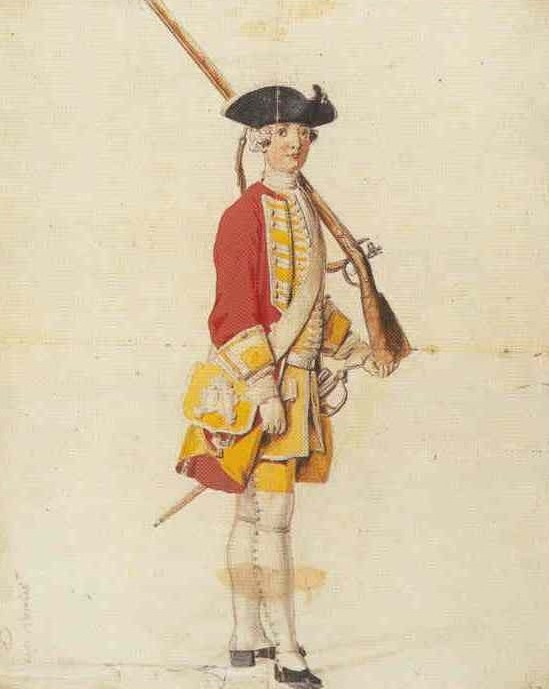
Saski piechur czasów Augusta II w czerwonym „protestanckim” mundurze

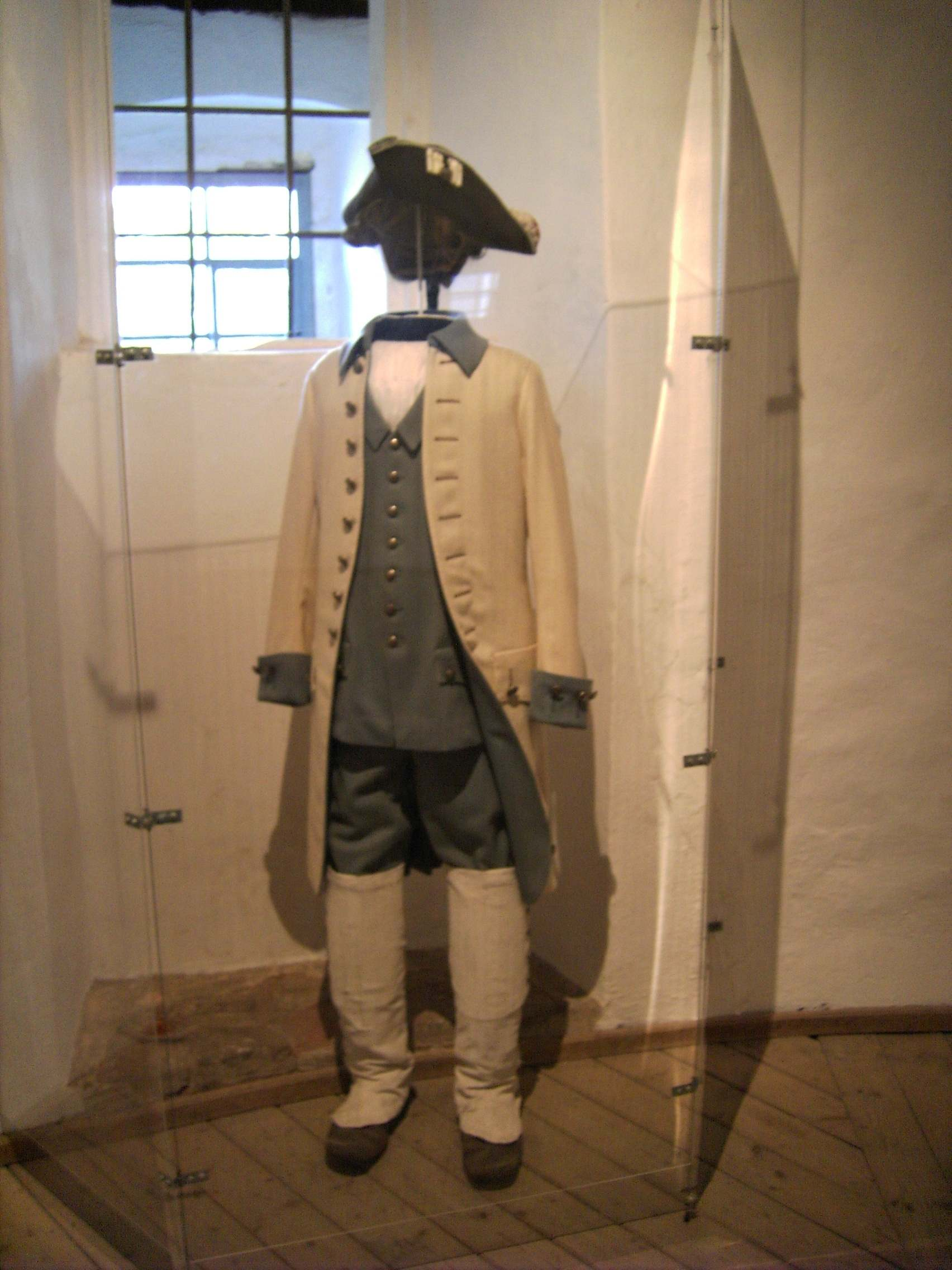
„Katolicki” mundur saski z czasów Augusta III

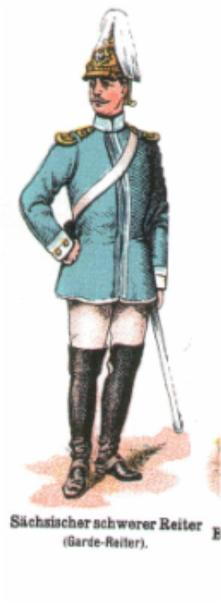
Żołnierz królewsko-saksońskiej jazdy ciężkiej

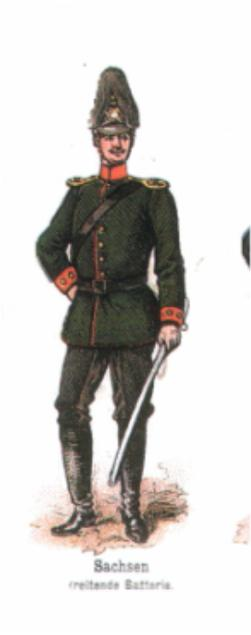
Żołnierz królewsko-saksońskiej artylerii polowej

| Pułk                   | Garnizon                                           | Sformowanie |
| ---------------------- | -------------------------------------------------- | ----------- |
| Churfürst              | Zeitz, Borna i Weißenfels                          | przed 1670  |
| von Niesemeuschel      | Budziszyn, Görlitz i Żytawa                        | 1673        |
| von Low                | Luckau, Jüterbog i Wittenberg                      | 1682        |
| Prinz Anton            | Großenhain, Doberlug-Kirchhain i Kamenz i inne     | 1702        |
| Prinz Maximilian       | Chemnitz, Annaberg, Mittweida i Zschopau           | 1702        |
| Prinz Clemens          | Langensalza, Tennstädt, Thamsbrück i Weißensee     | 1704        |
| Prinz Friedrich August | Torgau, Belgern i Oschatz                          | 1711        |
| Prinz Xaver            | Naumburg, Eckartsberg, Laucha i Merseburg          | 1723        |
| von Rechten            | Zwickau, Neustadt an der Orla, Plauen i Schneeberg | 1730        |
| Sänger                 | Guben, Sorau i Spremberg                           | 1741        |
| von Thümmel            | Wurzen, Döbeln, Colditz, Geringswalde i Grimma     | 1742        |
| von Bevilaqua          | Lipsk, Delitzsch i Eilenburg                       | 1748        |

### Piechota Królestwa Saksonii (1810)
| Pułk                                                                | Garnizon                      |
| ------------------------------------------------------------------- | ----------------------------- |
| Przyboczna Gwardia Grenadierów                                      | Drezno                        |
| 1 Królewsko-Saksoński Pułk Piechoty Liniowej König                  | Drezno i Großenhain           |
| 2 Królewsko-Saksoński Pułk Piechoty Liniowej vacant Niesemeuschel   | Drezno i Großenhain           |
| 3 Królewsko-Saksoński Pułk Piechoty Liniowej Prinz Anton            | Budziszyn, Görlitz i Sorau    |
| 4 Królewsko-Saksoński Pułk Piechoty Liniowej vacant Low             | Luckau, Guben i Sorau         |
| 5 Królewsko-Saksoński Pułk Piechoty Liniowej Prinz Maximilian       | Chemnitz, Döbeln i Freiberg   |
| 6 Królewsko-Saksoński Pułk Piechoty Liniowej vacant Rechten         | Zwickau, Neustädtel i Sorau   |
| 7 Królewsko-Saksoński Pułk Piechoty Liniowej Prinz Friedrich August | Torgau, Oschatz i Wittenberga |
| 8 Królewsko-Saksoński Pułk Piechoty Liniowej Prinz Clemens          | Lipsk, Eilenburg i Wittenberg |
| 1 Królewsko-Saksoński Pułk Lekkiej Piechoty                         | Zeitz i Weißenfels            |
| 2 Królewsko-Saksoński Pułk Lekkiej Piechoty                         | Naumburg i Merseburg          |
| Korpus Strzelców (Jäger-Corps)                                      | Eckartsberga                  |

### Kawaleria Królestwa Saksonii (1810)
| Pułk                             | Garnizon |
| -------------------------------- | --- |
| Korpus Gwardii                   | Drezno, Dippoldiswalde, Pirna i Radeberg                                                                                      |
| Przyboczna Gwardia Kirasjerów    | Oederan, Frankenberg, Marienberg i Penig                                                                                      |
| Kirasjerzy von Zastrow           | Grimma, Borna, Geithain i Rochlitz                                                                                            |
| Królewsko-Saksoński Pułk Huzarów | Cölleda, Altenstädt, Artern/Unstrut, Bretleben, Bottendorf, Heldrungen, Langensalza, Roßleben, Schönewerda, Schönfeld i Wiehe |
| Pułk Szwoleżerów Prinz Clemens   | Pegau, Lützen, i Zwenkau |
| Pułk Szwoleżerów vacant Polenz   | Querfurth, Freyburg, Schafstädt i Sangerhausen                                                                                |
| Pułk Szwoleżerów Prinz Johann    | Mühlberg, Düben, Kemberg i Schmiedeberg                                                                                       |
| Pułk Szwoleżerów Prinz Albrecht  | Lübben, Chociebuż i Lübbenau                                                                                                  |

### Korpus Saski Wielkiej Armii (1812–1813)
Do wojny 1812 roku Sasi wystawili osobny korpus (VII) pod dowództwem gen. Reyniera. Początkowo liczył on 22 bataliony piechoty, 28 szwadronów jazdy i 50 dział. Korpus wraz z Polakami księcia Poniatowskiego i Westfalczykami gen. Vandamme’a znalazł się w prawoskrzydłowej grupie korpusów pod komendą króla Hieronima Bonapartego.
Po zakończeniu działań związanych z kampanią w Rosji, Sasi stanęli przed problemem czy należy nadal służyć Napoleonowi. VII Korpus został przydzielony do armii Łaby, jednak pod koniec marca, wojska saskie opuściły dywizję Durutte’a i pomaszerowały do Torgau. Brygada ciężkiej jazdy złożona z nienaruszonego pułku Leib Cuirassier Garde i zreorganizowanego pułku Zastrowa należała do 1 Dywizji Kirasjerów I Korpusu Kawalerii.
Kwatera główna VII Korpusu Wielkiej Armii mieściła się w m. Hoyerswerda.
- dowódca – gen. dyw. Jean Louis Ebenezer Reynier (1771–1814), Szwajcar
- szef sztabu – gen. bryg. François Joseph Fidèle Gressot (1770–1848), Szwajcar
- dowódca artylerii – płk Verpeau

- 24 Dywizja Saska – gen. dyw. Edler von Lecoq
- 1 Brygada – płk von Brause
  - Grenadierzy gwardii saksońskiej – dow. Tecski
  - 1 Pułk Lekkiej Piechoty Saksońskiej
  - Pułk von Maximilien – dow. von Könneritz
  - Pułk von Rechten – dow. von Hausen
  - kompania szaserów saksońskich
- 2 Brygada – gen. A.F. Mellentin
  - Grenadierzy saksońscy – dow. Spiegel
  - Pułk Fryderyka
  - Pułk von Steindel
  - 2 baterie piesze, oddział wozów artyleryjskich

- 25 Dywizja Saska – gen. dyw. Carl Ludwig Sahrer von Sahr (1761–1828)
- 1 Brygada – płk von Bose
  - Grenadierzy gwardii saksońskiej – dow. Kleist
  - 2 Pułk Lekkiej Piechoty Saksońskiej
  - Pułk Królewski – dow. Melzradt
  - Pułk von Niesmenchel – dow. Troski
- 2 Brygada – płk von Russel
  - Pułk von Low
  - Pułk d’Antoine

- 32 Dywizja – gen. dyw. Pierre François Joseph Durutte (1767–1827)
- 1 Brygada – gen. Pierre Devaux
  - 35 Pułk Piechoty Lekkiej
  - 132 Pułk Piechoty Liniowej – płk Paul Augustin Tridoulat
- 2 Brygada – gen. Antoine Anatole Gédéon Jarry (1864–1819)
  - 26 Pułk Piechoty Lekkiej – płk Paul Hyppolyte Alexandre Baume
  - 131 Pułk Piechoty Liniowej – płk Henry Maury (1763–1813)
  - 2 baterie piesze, oddział wozów artyleryjskich
- 3 Brygada
  - 133 Pułk Piechoty Liniowej – płk Paul Alexis Joseph Menu de Menil
  - Pułk Wurzburga – płk Moser
  - 2 baterie piesze, oddział wozów artyleryjskich

- Brygada Lekkiej Kawalerii – płk von Lindenau
  - Husarzy saksońscy – mjr von Failtsch (8 szwadronów)
  - Lansjerzy saksońscy – płk Thumel (5 szwadronów)
  - 2 baterie konne artylerii saksońskiej
  - Rezerwa i tabor korpusu – bateria piesza, kompania saperów, oddziały wozów artyleryjskich

Podczas bitwy pod Lipskiem Korpus Saksoński Reynier’a zdradził Francuzów i przeszedł na stronę wroga. Był to olbrzymi cios a gen. Reynier będąc ze swoim Korpusem został natychmiast uwięziony przez swoich podwładnych.